# Bombardier Inc.

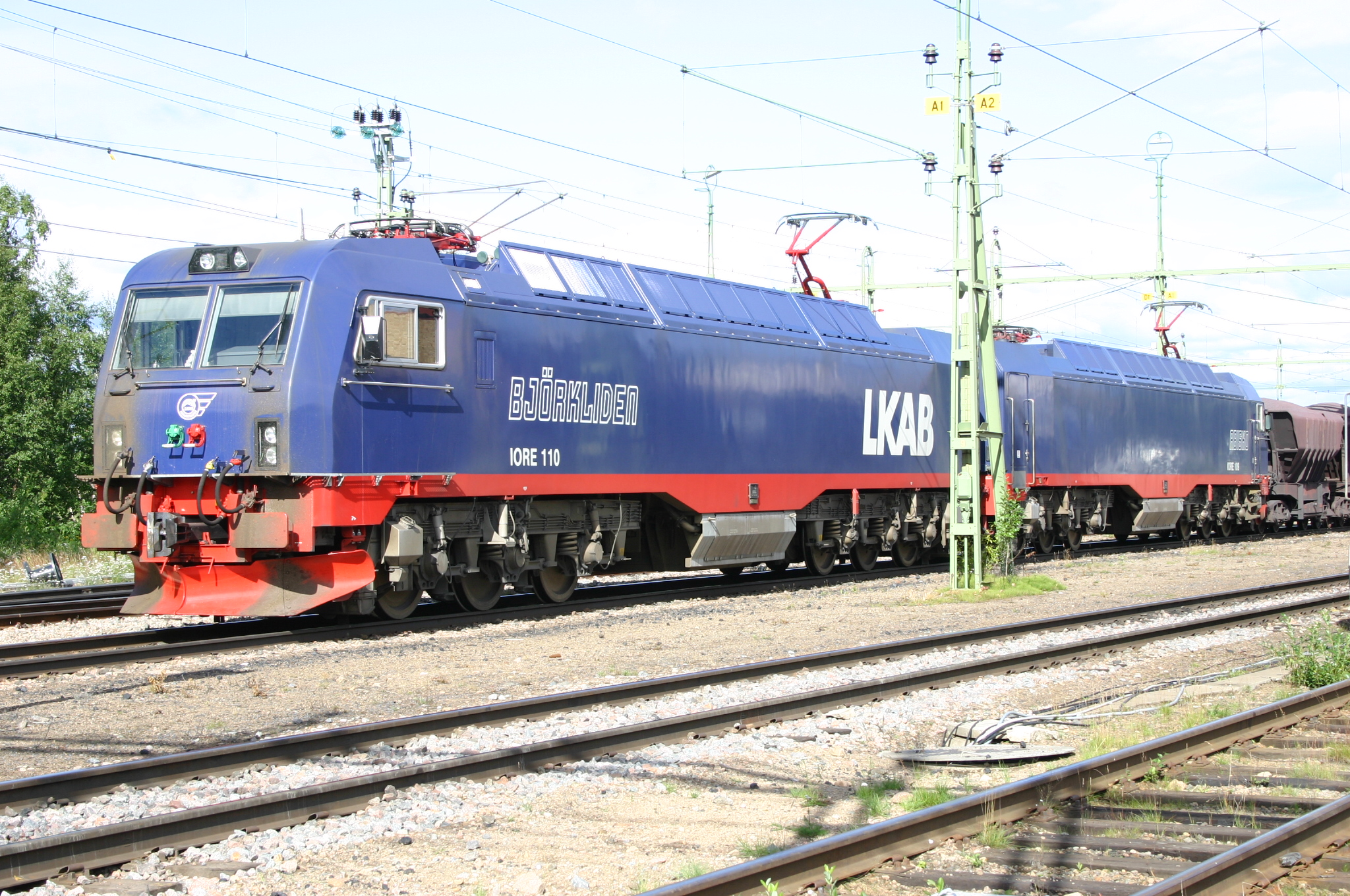
Locomotivă de tip IORE

Bombardier Inc. este un conglomerat canadian producător de avioane, locomotive, și alte tipuri de vehicule. A fost înființat în anul 1942.

## Bombardier Transportation
Bombardier Transportation este divizia de transport feroviar a companiei.
Bombardier Transportation are sediul în Berlin, Germania, și o prezență în peste 60 de țări.
Are o bază instalată de peste 100.000 de vehicule în toată lumea.
Deține un centru de producție de boghiuri în Ungaria la Matranovak precum și o majoritate de acțiuni la fabrica din Dunakeszi unde produce și repară vagoane de trenuri.
Bombardier Transportation a livrat trenuri de metrou și echipamente de semnalizare în valoare de 300 milioane euro către metroul din București.